# NGC 4974
NGC 4974 is een lensvormig sterrenstelsel in het sterrenbeeld Grote Beer. Het hemelobject werd op 14 april 1789 ontdekt door de Duits-Britse astronoom William Herschel.

## Synoniemen
- MCG 9-22-9
- ZWG 270.51
- ZWG 271.7
- PGC 45321